# Поколение Икс (Marvel Comics)
Поколение Икс (англ. Generation X) — вымышленная команда супергероев, спин-офф Людей Икс, опубликованный Marvel Comics. Поколение Икс было создано писателем Скоттом Лобделлом и художником Крисом Бачало, и сформировано в течение сюжетной линии Союза против Фаланги, а позже появилось в собственной серии комиксов в сентябре 1994 в первом выпуске «Поколение Икс».
Поколение Икс состояло из мутантов-подростков, воспитанных с учетом цинизма и особенностей характера так называемого поколения Х. Наставником этой команды был не основатель Людей-Икс Чарльз Ксавьер в своём Нью-Йоркском поместье, а бывший агент Интерпола Банши и бывшая злодейка Эмма Фрост, и располагались они в школе, расположенной в западном Массачусетсе.

## Состав
Поколение Икс состоит из следующих членов:
- Шелуха (Пэйдж Гатри) — обладает способностью сбрасывать кожу и принимать тем самым новый вид; является младшей сестрой члена Новых Людей Икс Пушечного Ядра и Икара.
- Кожан (Анхело Эспиноса) — бывший гангстер-подросток с улиц Лос-Анджелеса, который обладал шестью футами добавочной кожи. Он мог растягивать конечности, но считал свою мутацию, из-за которой имел отвислую серую кожу и ужасные головные боли, проклятием.
- М (Моне Сен-Круа), «совершенная» девушка, рождённая в богатой семье из Монако, которая могла летать, обладала сверхчеловеческой силой и телепатическими способностями.
- Джубили (Джубилейшен Ли) — американка китайского происхождения, которая могла генерировать взрывающиеся энергетические плазмоиды, мутант Омега-уровня. Джубили была младшим членом Людей-Икс в 1990-х.
- Палата (Джонатан Старсмор) — английский мутант-телепат, который выпускал огромные заряды энергии из своей груди. После первого проявления его сил, они разрушили нижнюю часть его лица и груди, из-за чего он перестал дышать и есть, а общение осуществляет с помощью телепатических сил. Из-за своих травм часто угрюм и закрыт.
- Синхронизатор (Эверетт Томас) — афроамериканский подросток, известный своим приятным характером; обладает способностью копировать силы других мутантов/сверхлюдей находящихся поблизости.

## Вне комиксов

### Фильм
- В 1996 году телевизионной компанией Fox Broadcasting Company в содружестве с Marvel Entertainmen был снят телевизионный фильм «Поколение Икс», который рассказывает об одноимённой команде под руководством Банши и Эммы Фрост. Впоследствии особняк, демонстрировавшийся в фильме, стал Уинстерским Институтом для одаренной молодежи из кинотрилогии Люди-Икс.[1]

### Книги
В свет вышли три новеллы, рассказывающие о команде Поколение Икс: Generation X (1997), Generation X: Crossroads (1998), Generation X: Genogoths (2000).